# Arcești
Arcești – wieś w Rumunii, w okręgu Aluta, w gminie Pleșoiu. W 2011 roku liczyła 478 mieszkańców.